# Бабыничский сельсовет
Бабыничский сельсовет — административная единица на территории Полоцкого района Витебской области Беларуси. Административный центр — деревня Бабыничи.

## История
16 октября 1989 года из Начского сельсовета в состав Бабыничского сельсовета переданы 9 населённых пунктов (Антоновичи, Ореховно, Богушево, Глинские, Данево, Зазерье, Крошино, Слобода, Шлюбовщина).

## Состав
Бабыничский сельсовет включает 39 населённых пунктов:
- Антоновичи — деревня.
- Березинец — деревня.
- Бабыничи — деревня.
- Богушево — деревня.
- Боярово — деревня.
- Будьковщина — деревня.
- Быстрица — деревня.
- Великое Село — деревня.
- Гимрово — деревня.
- Двор-Солоневичи — деревня.
- Дворец — деревня.
- Журавно — деревня.
- Забелье 1 — деревня.
- Забелье 2 — деревня.
- Загарани — деревня.
- Загатье — деревня.
- Замошье 1 — деревня.
- Замошье 2 — деревня.
- Кармалисы — деревня.
- Лабецкие — деревня.
- Лесово — деревня.
- Лука — деревня.
- Морозенки — деревня.
- Муравьи — деревня.
- Надозерная — деревня.
- Ореховно — деревня.
- Паметники — деревня.
- Плиговки — деревня.
- Поддубье — деревня.
- Подозерье — деревня.
- Рябченки — деревня.
- Савченки — деревня.
- Смолевщина — деревня.
- Солоневичи — деревня.
- Сушино — деревня.
- Углы — деревня.
- Углы-2 — деревня.
- Ухвище — деревня.
- Шендялы — деревня.

Упразднённые населенные пункты на территории сельсовета:
- Глинские — деревня.
- Данево — деревня.
- Зазерье — деревня.
- Крошино — деревня.
- Слобода — деревня.
- Шлюбовщина — деревня.

## Культура
- Праздник «Бабыніцкі Фэст» в деревне Бабыничи